# قوة اصطدام

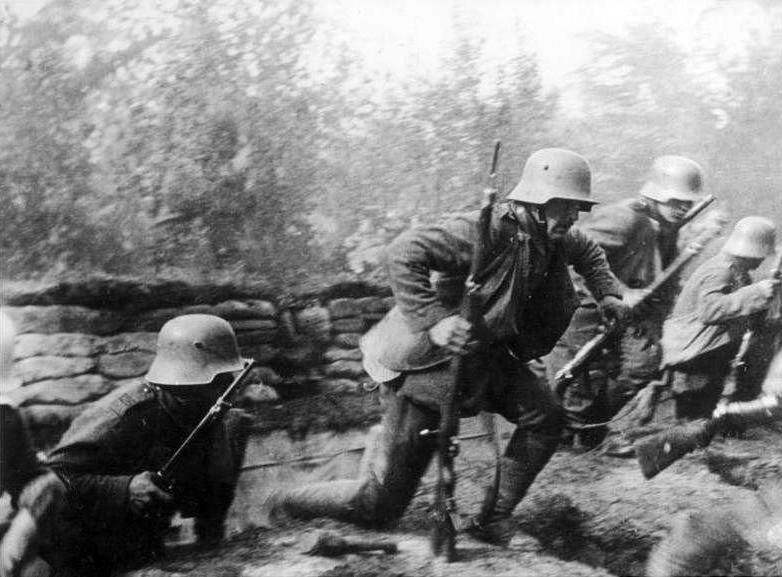
(قوات الصدمة) الألمانية تخرج من الخنادق إلى الهجوم ، الحرب العالمية الأولى

قوات الصدمة او قوات الإصطدام او قوات الساعقة (بالإنجليزية:Shock troops) هي وحدات عسكرية متخصصة يتم إنشاؤها ليشكلو رأس الحربة في الهجوم. غالباً ما يتم تدريبهم وتجهيزهم بشكل أفضل من الوحدات الأخرى، ويتوقع منهم ان يتكبدوا خسائر فادحة حتى في العمليات الناجحة.
يتم تشكيل وتنظيم الوحدات العسكرية التي تحتوي على قوات صدمة لتكون قادرة على التنقل بنية اختراق دفاعات العدو والهجوم على المناطق الخلفية الضعيفة للعدو. وحدات النخبة العسكرية المتخصصة التي يتم تشكيلها للقتال عن طريق الهجوم الساحق تسمى غالبا أيضا بقوات الصدمة، وهي عكس «القوات الخاصة» أو وحدات الكوماندوز (مخصصة في الغالب للعمليات السرية). حيث يمكن لكلا النوعين من الوحدات القتال خلف خطوط العدو، على حين غرة إذا لزم الأمر.
على الرغم من أن مصطلح «قوات الصدمة» أصبح شائعًا في القرن العشرين، إلا أن المفهوم ليس مفهومًا جديدًا، مثل استخدام الجيوش الأوروبية الغربية سابقا للقوات المسماة «الأمل البائس». في الوقت الحاضر، نادرًا ما يتم استخدام هذا المصطلح.

## قبل عام 1914
تصف عدة مصادر كيف استخدم الفايكنج الهائجين كقوات صدمة في الحرب المنظمة.
في أوروبا في وقت متأخر من القرون الوسطى، ولاندسكنيشتالألمانية والمرتزقة السويسرية تستخدم Zweihänder السيوف لاقتحام رمح التشكيلات. كما تم وصف الفرسان المجندين البولنديين الذين يستخدمهم الكومنولث البولندي الليتواني، بقوات الصدمة. استخدم الجيش العثماني ديلي (القوات العثمانية) كقوات صدمة أيضًا.